# Ngựa lùn Sandalwood
Ngựa lùn Sandalwood có nguồn gốc từ Indonesia, trên cac đảo Sumba và Sumbawa. Giống ngựa này được đặt tên theo cây gỗ đàn hương, là một mặt hàng xuất khẩu chính của đất nước. Ngựa lùn Sandalwood là một trong những giống ngựa tốt nhất trong cả nước, một phần là do lượng dòng máu ngựa Ả Rập của chúng rất lớn. Giống ngựa này là một giống ngựa lùn tiện dụng và đã được xuất khẩu sang Úc cho mục đích này. Chúng cũng đã được xuất khẩu sang các nước Đông Nam Á khác để sử dụng làm ngựa đua.
Ngựa lùn Sandalwood được sử dụng cho việc kéo cày dạng nhẹ, vẫn chuyển, chăn nuôi trong trang trại và cưỡi ngựa. Chúng đặc biệt phổ biến trong đua ngựa, cả trên đua đường thẳng và trong đua xe ngựa kéo. Chúng cũng được sử dụng trong các cuộc đua ngựa không dùng yên tổ chức trên các hòn đảo, với độ dài đường đua thường là dài hơn ba dặm.
Ngựa lùn Sandalwood có sức bền tốt, và được coi là dễ quản lý. Chúng thường có một cái đầu đẹp với đôi tai nhỏ, cổ ngắn, cơ bắp và một bộ ngực sâu với bờ vai dốc. Mặt sau thường dài, và phần mông dốc. Những con ngựa lùn thường có chiều cao 12 - 13 hand (48 - 52 inch, 122 – 132 cm) và có thể có bất kỳ màu nào.
Chúng được cho là gần giống với ngựa lùn Batak và cho thấy ảnh hưởng của tổ tiên dòng máu ngựa Ả Rập của chúng. Chúng rất nhanh và được sử dụng để đua trong các khu vực địa phương.